# Hadj

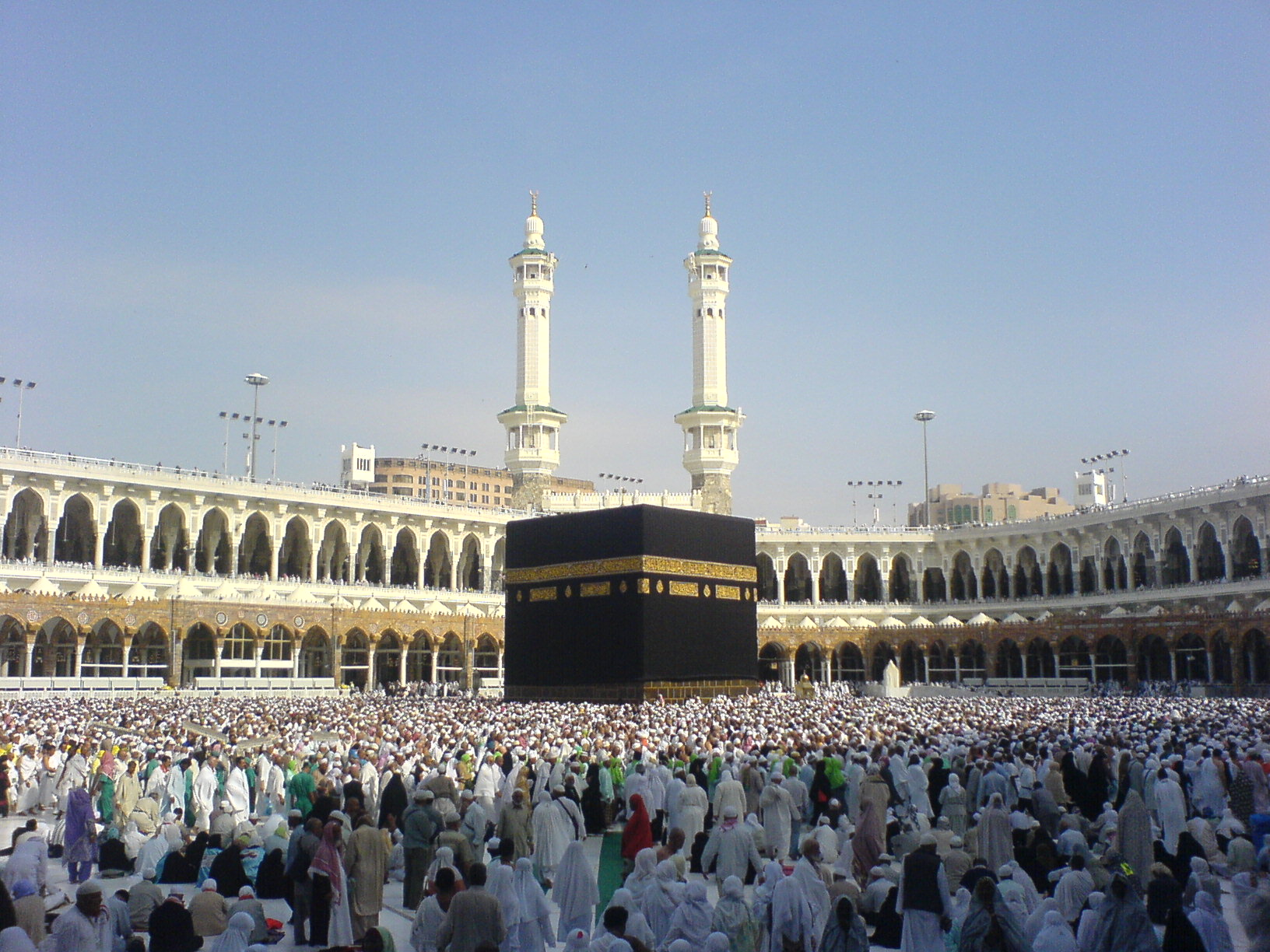
Moslims maken de rondgang om de Kaäba

Enkele rituelen van de hadj.

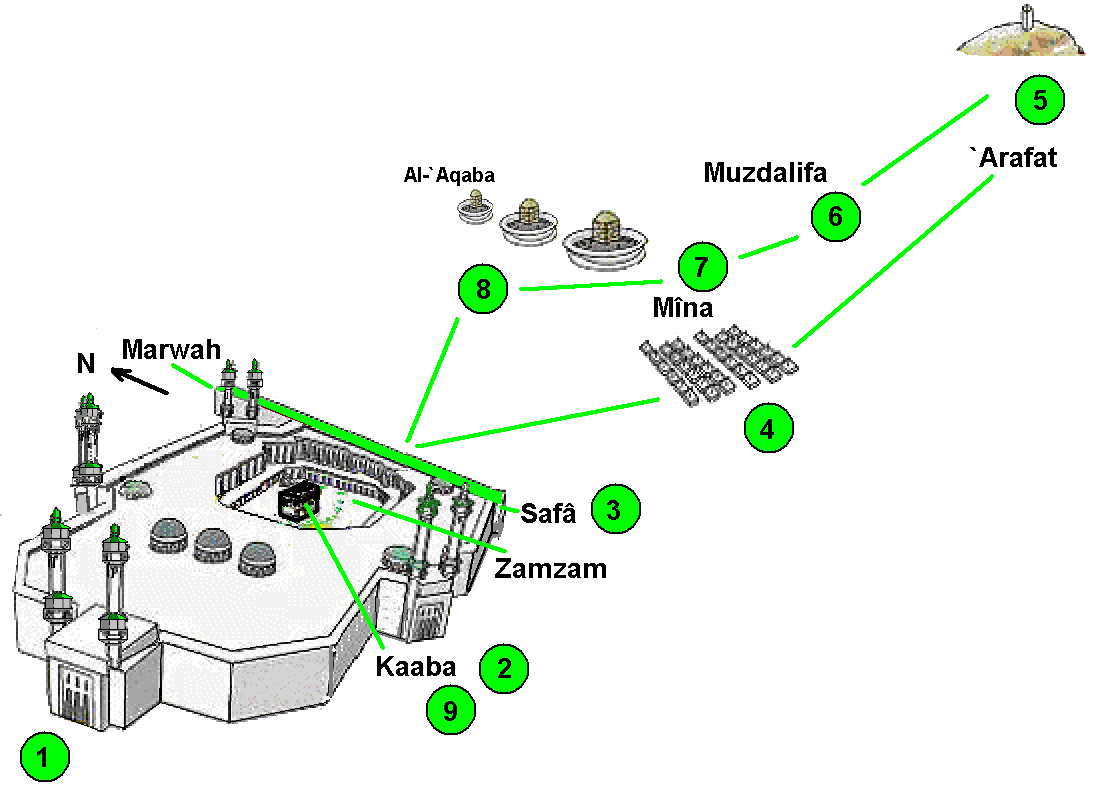
Samenvatting van de hadj.

De hadj (Arabisch: الحجّ) is de pelgrimstocht naar Mekka, een van de vijf zuilen van de islam. De hadj is verplicht voor alle gezonde, volwassen moslims die over voldoende geld beschikken. Voor mensen die om gezondheidsredenen niet kunnen gaan, of niet genoeg geld hebben, is het dus geen verplichting. Wel kan iemand die zelf de hadj al verricht heeft, in naam van iemand gaan die daartoe niet in staat is, ook namens een overledene. In 2015 namen naar schatting 2 miljoen mensen deel aan de hadj.

## Mekka
Mekka was lang voor de opkomst van de islam een belangrijke heilige plek, waar ten tijde van de opkomst van de islam verscheidene natuurgoden en andere goden aanbeden werden. Dat had ook te maken met de vele karavaanroutes die hier samenkwamen. De Kaäba was ook voor de tijd van Mohammed een heiligdom, waarbij de Zwarte Steen een bijzondere plaats innam.
Moslims geloven dat de Kaäba door Adam is gebouwd. Daarop heeft Ibrahim de Kaäba samen met zijn zoon Ismaïl herbouwd, nadat die tijdens de zondvloed was verwoest. De Zwarte Steen zou door de engel Djibriel geschonken zijn of uit de hemel zijn neergedaald.
Nadat Mohammed (570-632) de islam verspreid had, werd Mekka nog belangrijker en werd een bezoek aan Mekka voor de moslims verplicht (voor zieke en in armoede levende moslims wordt een uitzondering gemaakt). Mekka is verboden terrein voor niet-moslims en de enige manier voor hen om er dan een kijkje te nemen is via moslims, die naderhand kunnen verhalen over de waarde en betekenis die moslims hechten aan deze spirituele reis. Toch krijgen filmploegen - ook niet-moslims uit westerse landen - incidenteel toestemming om opnamen te maken.
De islamitische bedevaart is te onderscheiden in twee onderdelen: de oemra en de hadj. De hadj vindt plaats van de 8e tot de 12e dag van de maand hijja. De oemra kan ook los worden uitgevoerd en is niet tijdgebonden en wordt ook wel de kleine bedevaart genoemd.

## Oemra
Voordat de pelgrims in Mekka aankomen moeten zij een staat van spirituele reinheid (ihram) aannemen. Daartoe verrichten de pelgrims op door Mohammed aangewezen plaatsen een rituele wassing (ghoesl) en moeten mannen hun dagelijkse kledij inruilen voor ihram-kleding, bestaande uit twee ongenaaide witte doeken die om het middel en over de schouder gedragen worden. Daardoor bestaat er geen uiterlijk onderscheid meer tussen rijk en arm. Vrouwen dragen bij voorkeur zwarte kleding, waar verder geen bijzondere eisen aan gesteld worden.
Bij aankomst in Mekka is het eerste ritueel de tawaaf. Hierbij loopt de pelgrim onder het uitspreken van smeekbeden zeven keer rond de Kaäba, het kubusvormige "Huis van God" ("Baitullah"), die het hart van de moskee vormt en die ieder jaar opnieuw van een rijk bewerkt omhulsel ("kiswah") voorzien wordt: een zwarte brokaten doek, met daarop in gouddraad geborduurde Koranverzen. Links van de ingang van de Kaäba bevindt zich de Zwarte Steen, die volgens een overlevering ooit wit was, maar door de zonden van de mens zwart werd.
Daarna volgt een ritueel dat sa'i genoemd wordt: zoals Hadjar (Hagar) wanhopig tussen twee heuvels (Safa en Marwah) heen en weer liep op zoek naar water voor zichzelf en haar zoon Ismaïl toen zij door Ibrahim in de woestijn waren achtergelaten, lopen de pelgrims zevenmaal tussen deze heuvels heen en weer.
Nadat Hadjar zevenmaal heen en weer had gelopen verscheen de engel Djibriel en wees haar op een bron die aan de voeten van Ismaïl ontsprongen was. Zij noemde die bron Zamzam en het water daaruit wordt tijdens de bedevaart veelvuldig door de pelgrims gedronken.

## De eerste nacht

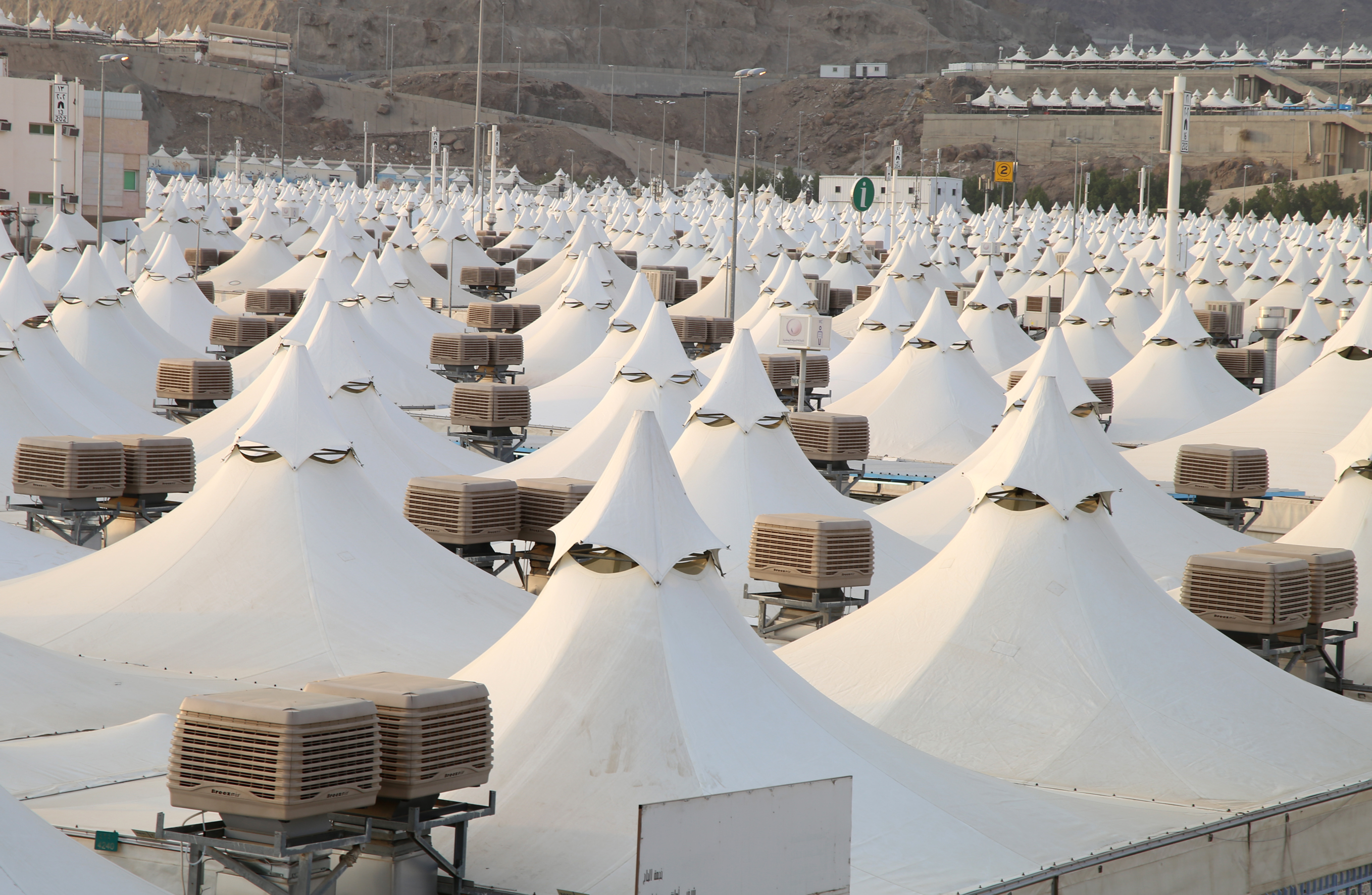
Tentenkamp in Mina.

Na de overnachting in een enorm tentenkamp in Mina gaat de hadj verder en bezoeken de honderdduizenden moslims de vlakte van Arafat, een als zeer belangrijk aangemerkte plek in de woestijn waar men tot bezinning kan komen.
Na deze bezinning gaan de bedevaartgangers terug naar Mina, waar iedere bedevaartganger 7 steentjes verzamelt. Deze steentjes worden gebruikt in de jamrah; de rituele Steniging van de Duivel, die naar verluidt Ibrahim zou hebben verleid om geen gehoor te geven aan Gods bevel om zijn zoon Ismaïl te offeren. De plekken waar de duivel ooit aan Ibrahim verscheen worden gesymboliseerd door drie zuilen, waar het dan ook miljoenen steentjes regent.
De verkeersdrukte in het gebied tijdens de hadj is enorm; het aantal pelgrims is door de jaren heen sterk gegroeid en de hadj kent een beperkte duur, slechts vijf dagen. De verstopte wegen waren de reden om de metro van Mekka te bouwen. De metrolijn volgt de route van de pelgrims, vanuit Mekka via Mina naar het eindpunt, de vlakte van Arafat.

## Het Offerfeest
Een van de laatste rituelen van de driedaagse ceremonie is het Offerfeest, dat tegelijkertijd ook in de rest van de islamitische wereld plaatsvindt. Ook dit ritueel heeft te maken met het verhaal van Ibrahim (dat grotendeels overeenkomt met het verhaal van Abraham in de Bijbel): vlak voordat hij zijn zoon wilde offeren, verruilde God zijn zoon met een ram om te offeren. De islamitische traditie vermeldt dat het om zijn zoon Ismaïl zou gaan. Het vlees van de geofferde kamelen, runderen, schapen en geiten wordt grotendeels uitgedeeld aan behoeftigen. Tegenwoordig wordt het vlees ook ingevroren en geëxporteerd naar gebieden waar hongersnood heerst.

## Hadji
Al tijdens het Offerfeest maakt een grote opluchting zich meester van de pelgrims. Ze hebben een van de belangrijkste plichten van een moslim vervuld en mogen zich nu hadji noemen: een moslim die de pelgrimstocht naar Mekka heeft afgelegd. Trots en tevreden keren ze terug naar huis, in de hoop dat ze alles oprecht genoeg gedaan hebben en dat Allah hun pelgrimstocht zal aanvaarden.

## Incidenten
Tijdens de hadj is het een enorme drukte in Mekka. Twee miljoen mensen verblijven op een relatief klein gebied. Bovendien kan de middagtemperatuur makkelijk oplopen tot boven de 40 graden. Bij de hadj sterven regelmatig moslims, veelal als gevolg van paniek waardoor mensen in de menigte vertrapt worden. Bovendien kan men makkelijk een zonnesteek oplopen. Omdat er miljoenen pelgrims zijn vallen er, ondanks maatregelen van de Saoedische overheid, soms ook grotere groepen slachtoffers. Moslims hebben regelmatig kritiek op de in hun ogen gebrekkige organisatie van de hadj door de Saoedische regering.
- In december 1975 stierven 200 pelgrims ten gevolge van een brand in een tentenkamp.
- Op 31 juli 1987 stierven 402 mensen, vooral Iraniërs, in Mekka bij confrontaties met de Saoedische oproerpolitie tijdens anti-Saoedische betogingen.
- Op 2 juli 1990 stierven 1426 pelgrims bij paniek in een voetgangerstunnel.
- Op 23 mei 1994 werden ten minste 270 pelgrims gedood tijdens het stenigen van de duivel.
- Op 15 april 1997 vielen er 343 doden en ca. 1500 gewonden tijdens een brand in het tentenkamp in Mina.
- Op 9 april 1998 werden ten minste 118 pelgrims vertrapt en 180 gewond.
- Op 5 maart 2001 werden 35 pelgrims vertrapt tijdens het stenigen van de duivel.
- Op 11 februari 2003 vielen 13 doden tijdens het stenigen van de duivel.
- Op 1 februari 2004 stierven 251 pelgrims in een stormloop tijdens hetzelfde ritueel.
- Op 23 januari 2005 overleden ten minste 138 pelgrims doordat een voetgangerstunnel tijdens hevige regenval onder water liep.
- Op 5 januari 2006 overleden 76 pelgrims toen het hotel waar zij verbleven instortte.
- Op 12 januari 2006 kwamen 362 pelgrims om tijdens het ritueel van het stenigen van de duivel.
- Op 11 september 2015, bijna twee weken voor de hadj, vielen er 118 doden en raakten meer dan 230 mensen gewond toen tijdens een zware storm een bouwkraan op het dak van de Grote Moskee viel.[6]
- Op 24 september 2015 vielen 2236 doden door verdrukkingen in Mina, een voorstad van Mekka.[7]
- Tussen 14 en 19 juni 2024 stierven ten minste 1.301 pelgrims - vooral arme moslims uit Egypte[8] - door de extreme hitte, met temperaturen van meer dan 50°C.[9] Eén persoon werd vertrappeld in de drukte.[10]

## Economie en politiek
Toerisme naar Saoedi-Arabië behelst vrijwel uitsluitend pelgrimsreizen. Vooral voor de hadj wordt vaak lange tijd gespaard. De hadj en de oemrah vormen niet te verwaarlozen inkomstenposten voor de Saoedische overheid. Hoewel de olie-inkomsten veel belangrijker zijn voor het land, vormen de inkomsten uit toerisme een niet onwelkome aanvulling. De gemiddelde buitenlandse pelgrim spendeerde in 2014 aan de hadj USD 4.633,-. In totaal bedroegen dat jaar de inkomsten uit toerisme USD 18,6 miljard, waarvan USD 8,5 miljard uit de hadj en USD 10,1 miljard uit de oemrah. Een neveneffect van de hadj is een stijging van de grondprijzen in Mekka en het verrijzen van luxehotels rond de bedevaartsoorden.
De controle over de twee heilige steden Mekka en Medina, en de mogelijkheid pelgrims uit een bepaald land te weigeren, vormen een bron van soft power en een belangrijk politiek pressiemiddel van de regering van Saoedi-Arabië, waarvan het staatshoofd, de koning, tevens de titel voert van Wachter van de Heilige Plaatsen (Ḫādim al-Ḥaramayn aš-Šarīfayn).

### Hadj-visum
Om aan de hadj te mogen deelnemen dient men niet slechts een verblijfstitel voor Saoedi-Arabië, maar ook speciale toestemming voor deelname aan de hadj te verkrijgen. Op deze wijze probeert de Saoedische overheid de enorme drukte in en om Mekka enigszins te reguleren. Ieder jaar wordt per land een nieuw pelgrimsquotum vastgesteld, waarin gemiddeld per jaar 1 op iedere 1.000 moslims in dat land toestemming krijgt. Hoewel hierbij in aanmerking moet worden genomen dat de groep die daadwerkelijk op hadj wil veel kleiner is, betekent het toch dat maar een klein deel van de aanvragers zijn of haar verzoek gehonoreerd ziet. Wel kan men het ieder jaar opnieuw proberen. Er bestaat kritiek dat de toewijzing arbitrair is; sommige mensen krijgen nooit toestemming voor de hadj, anderen mogen meerdere keren. Politiek kan hier zoals gezegd ook een rol spelen: vanwege politieke strubbelingen tussen Saoedi-Arabië en Iran konden in 2016 geen Iraanse pelgrims aan de hadj deelnemen. Vanwege het beperkt aantal toelatingen, en de hoge prijs ervan (officiële tochten kosten algauw 5.000 euro of meer), proberen veel – vooral arme moslims uit Egypte - “illegaal” aan de hadj deel te nemen, via bemiddelingsbureaus en met een toeristenvisum. De politie tracht hen aan de stadsgrenzen van Mekka weg te sturen. 